# 1915 Quetzálcoatl
1915 Quetzálcoatl là một tiểu hành tinh Amor với chu kỳ quỹ đạo 1479.7878569 ngày (4.05 năm).
Nó được phát hiện ngày 9 tháng 3 năm 1953.